# Trina Solar
Trina Solar es una compañía china de energía solar localizada en la provincia de Jiangsu, con filiales en Estados Unidos, Europa y Asia. La empresa está listada en el índice de participación solar PPVX  y en el NYSE. Fundada en 1997 por Jifan Gao la compañía desarrolla y produce lingotes, obleas, células solares y módulos solares. En los últimos años, Trina Solar estuvo listada repetidamente entre las 100 empresas de la lista de Fortune con un crecimiento más rápido. Trina Solar ha desarrollado una cadena de suministro verticalmente integrado, desde la producción de lingotes,  obleas y células hasta el ensamblaje de módulos. La compañía ha producido módulos solares con una producción total de 11 GW hasta finales de 2014. En 2014 produjo un total de 3.66 GW, convirtiendo a Trina Solar en el primer proveedor mundial de módulos solares.

### Innovación y Estándares Trina Solar
Gracias a la innovación y su gran capacidad tecnológica, ha logrado lo siguiente
- Se encuentra en el top de Bloomberg Tier 1 por varios años y la actualidad.
- Top 50 en Global Challenger en 2013.
- Empresa #1 c-Si. 
- #1  APAC en energía renovable.
- En el 2013 logra gracias al Trinasmart DC el Solar Industry Awards de PVSEC.

### Modelos de Módulos fotovoltaicos
- Honey; Es un módulo fotovoltaico de 120 celdas. 
- Tallmax. El módulo fotovoltaico está formado por 144 celdas, es un módulo para proyectos de grandes escalas.
- Duomax; Para los climas extremos crearon el módulo fotovoltaico de 144 celdas con vidrio dual .
- Duomax twin; para el mercado de los bifaciales se adoptó la tecnología Duo Max.